# Phylon
Il phylon è un materiale plastico, leggero e resistente, usato soprattutto nell'industria calzaturiera per la fabbricazione di suole o di solette per scarpe sportive o sandali. Il nome è utilizzato da alcune industrie come la Nike ed altre.
Si realizza con pellet di schiuma di EVA ottenuta con iniezione di aria compressa (IP). Le particelle vengono prima compresse, poi espanse col calore e infine raffreddate in panetti. I panetti possono essere scolpiti o modellati.
Per suole e solette il raffreddamento è effettuato con l'uso di stampi o di suole che fungono da stampo, in modo da avere panetti di forma già idonea per ridurre al minimo gli scarti di lavorazione. Di grande utilizzo presso le industrie della Cina, al 2004 i macchinari per la lavorazione di questo materiale provenivano principalmente dall'Italia, dalla Germania e dalla Corea del Sud.
Rispetto all'IP, il phylon ha maggiore densità (200~250 kgm-3, contro un 170~220 kgm-3 dell'IP), ma anche un maggiore scarto di lavorazione (>50%, contro <10%) che nel 2003 portava il costo medio di realizzazione di una soletta da 1,80 a 2,00 dollari USA, contro gli 1,20~1,40 $ USA dell'IP; nella manifattura calzaturiera, infatti, il phylon è più caro e innalza il costo finale della produzione della calzatura di circa un 20% rispetto ad altri materiali. Tuttavia, nel periodo 1996-1998 il phylon era usato per il 54% delle solette, contro il 13% dell'IP..